# Katolickie Kościoły wschodnie
Katolickie Kościoły wschodnie – określenie Kościołów wschodnich, wchodzących w skład Kościoła katolickiego, które pozostają w jedności ze Stolicą Apostolską, uznając władzę i autorytet papieża. Po przyjęciu doktryny katolickiej Kościoły te zachowały liturgię Kościołów wschodnich, z których się wyodrębniły. Składają się one z niezależnych Kościołów, należących do pięciu wielkich tradycji liturgicznych.

## Nazwa
Katolickie Kościoły wschodnie posiadają dwa przymioty:
- Katolicki – jest odniesieniem do doktryny łączącej tę część chrześcijaństwa, która po schizmie wschodniej (1054) miała wyróżnić go od prawosławia, a po reformacji (1517) również od protestantyzmu.
- Wschodni – jest pojęciem mającym wyróżnić wspólnotę we wnętrzu samego Kościoła katolickiego i odróżnić ją od katolickiego Kościoła zachodniego.

Większość z Kościołów doszła do jedności z Kościołem rzymskim w drodze unii kościelnej. Te wspólnoty nazywane są również Kościołami unickimi (unio z łac. – zjednoczenie), a wierni unitami. Termin ten, uznawany przez prawosławnych za pejoratywny, jest obecnie zastępowany określeniem katolicy wschodni. Kościoły katolickie tradycji bizantyjskiej nazywane są Kościołami greckokatolickimi, a ich wyznawcy grekokatolikami.
Na określenie poszczególnych wspólnot wschodniokatolickich używa się nazw: Kościół partykularny, Kościół sui iuris i obrządek. W przypadku słowiańskich Kościołów greckokatolickich słowo Kościół można zamienić na Cerkiew. Oficjalną nazwą takiej wspólnoty jest Kościół katolicki obrządku… Porównanie źródeł słownikowych wskazuje, że nazewnictwo „Cerkiew” wobec Kościołów pozasłowiańskich jest dopuszczone przez polskie słowniki, jednak rodzi wątpliwości.
Kodeks kanonów Kościołów wschodnich definiuje pojęcia Kościół sui iuris i obrządek: Wspólnota chrześcijan powiązana hierarchią według prawa, którą jako sui iuris wyraźnie lub milcząco uznała najwyższa władza Kościoła, w tym Kodeksie jest nazywana Kościołem sui iuris (kan. 27).
Sobór watykański II wyjaśnia, że według współczesnych przepisów zawartych w Kodeksie Prawa Kanonicznego i Kodeksie Kanonów Kościołów Wschodnich powinno się mówić nie o obrządkach, lecz o Kościołach.

## Nauka
Katolickie Kościoły wschodnie to autonomiczne, partykularne Kościoły, współzależne od papieża. Mają one takie same podstawy wiary jak Katolicki Kościół zachodni i nauczają takich samych kwestii dotyczących znaczenia i natury sakramentów, sukcesji apostolskiej i głównej roli papieża w obrębie Kolegium Biskupów.
Różnią się jednak wykonywaniem czynności liturgicznych, sakramentalną i kanoniczną dyscypliną, terminologią, tradycyjnymi modlitwami, a także praktykowaniem pobożności. Zachowują one, wewnątrz Kościoła katolickiego, emfazę i oświecenie, które wschodnie chrześcijaństwo rozwinęło w ciągu wieków.
Większość wschodnich Kościołów katolickich ma swoje odpowiedniki w prawosławnych Kościołach wschodnich:
- w Kościołach orientalnych i asyryjskich – od którego są oddzielone poprzez liczne kwestie teologiczne
- w Kościołach bizantyjskich – od których oddzielone są głównie poprzez różnice dotyczące rozumienia roli biskupa Rzymu sprawowanej w kolegium biskupów.

Odkąd wschodni katolicy są katolikami trwającymi w pełnej jedności z Rzymem, są też członkami tego samego Kościoła, który oficjalnie nazywany jest Kościołem katolickim. Nie są oni zachodnimi katolikami, jako że nie przynależą do lokalnego Kościoła łacińskiego i nie korzystają z liturgii obrządku łacińskiego.

## Podział

Kraje, które mają siedziby wschodnich kościołów partykularnych (czerwony: obrządek bizantyjski, zielony: obrządek aleksandryjski, żółty: inne)

Kodeks kanonów Kościołów wschodnich ogłoszony w 1990 przez papieża Jana Pawła II dzieli te Kościoły na: patriarchalne, większe arcybiskupie, metropolitalne i inne (biskupie, administratury apostolskie, egzarchaty apostolskie, wikariaty apostolskie). Kościoły te można podzielić ze względu na powód rozłamu: które w przeszłości nie uznały orzeczeń soboru efeskiego, które dawniej nie uznały orzeczeń soboru chalcedońskiego, dawniej należące do wspólnoty prawosławnej, czyli Kościoły greckokatolickie, oraz te, które nigdy nie straciły łączności z Rzymem. Wspólnoty wschodniokatolickie różnią się między sobą liturgią, dlatego też można je podzielić ze względu na tradycje liturgiczną (5 rytów):
| Nazwa                                                | Siedziba             | Tytuł               | Tradycja       | Data rozłamu | Data założenia          | Zwierzchnik                     | Liczebność |
| ---------------------------------------------------- | -------------------- | ------------------- | -------------- | ------------ | ----------------------- | ------------------------------- | ---------- |
| Kościół chaldejski                                   | Bagdad               | patriarchalny       | asyryjska      | 431          | 1237                    | Louis Raphaël I Sako            | 602 tys.   |
| Kościół katolicki obrządku koptyjskiego              | Kair                 | patriarchalny       | aleksandryjska |              | 1741                    | Ibrahim Isaac Sidrak            | 174 tys.   |
| Kościół katolicki obrządku ormiańskiego              | Bzommar              | patriarchalny       | ormiańska      | 1195         | Rafael Bedros Minassian | 737 tys.                        |            |
| Kościół maronicki                                    | Bkerke               | patriarchalny       | antiocheńska   | –            | 1182                    | Béchara Boutros Raï             | 3,4 mln    |
| Kościół katolicki obrządku syryjskiego               | Bejrut               | patriarchalny       | antiocheńska   | 451          | XVIII wiek              | Ignacy Józef III Younan         | 208 tys.   |
| Kościół melchicki                                    | Damaszek             | patriarchalny       | bizantyjska    | 1054         | 1709                    | Youssef Absi                    | 1,7 mln    |
| Syromalabarski Kościół katolicki                     | Koczin               | większy arcybiskupi | asyryjska      | 431          | 1599                    | Raphael Thattil                 | 4,1 mln    |
| Syromalankarski Kościół katolicki                    | Trivandrum           | większy arcybiskupi | antiocheńska   | 451          | 1932                    | Baselios Cleemis Thottunkal     | 445 tys.   |
| Kościół katolicki obrządku bizantyjsko-ukraińskiego  | Kijów                | większy arcybiskupi | bizantyjska    | 1054         | 1596                    | Światosław Szewczuk             | 4,4 mln    |
| Kościół Rumuński Zjednoczony z Rzymem                | Blaj                 | większy arcybiskupi | bizantyjska    | 1054         | 1700                    | Lucian Mureșan                  | 513 tys.   |
| Kościół katolicki obrządku etiopskiego               | Addis Abeba          | metropolitalny      | aleksandryjska | 451          | 1445                    | Berhaneyesus Demerew Souraphiel | 88 tys.    |
| Kościół katolicki obrządku erytrejskiego             | Asmara               | metropolitalny      | aleksandryjska | 451          | 2015                    | Menghesteab Tesfamariam         | 160 tys.   |
| Kościół katolicki obrządku bizantyjsko-słowackiego   | Preszów              | metropolitalny      | bizantyjska    | 1054         | 1646                    | Jonáš Maxim                     | 211 tys.   |
| Kościół katolicki obrządku bizantyjsko-rusińskiego   | Pittsburgh           | metropolitalny      | bizantyjska    | 1054         | 1698                    | William Skurla                  | 572 tys.   |
| Kościół katolicki obrządku bizantyjsko-węgierskiego  | Hajdúdorog           | metropolitalny      | bizantyjska    | 1054         | 1912                    | Fülöp Kocsis                    | 261 tys.   |
| Kościół katolicki obrządku bizantyjsko-włoskiego     | Piana degli Albanesi | biskupi             | bizantyjska    | –            | VI wiek                 | Giorgio Demetrio Gallaro        | 62 tys.    |
| Grecki Kościół katolicki                             | Ateny                | biskupi             | bizantyjska    | 1054         | 1932                    | Manuel Nin                      | 6 tys.     |
| Chorwacki Kościół greckokatolicki                    | Križevci             | biskupi             | bizantyjska    | 1054         | 1777                    | Milan Stipić                    | 40 tys.    |
| Bułgarski Kościół katolicki                          | Sofia                | biskupi             | bizantyjska    | 1054         | 1926                    | Petko Wałow                     | 10 tys.    |
| Macedoński Kościół Greckokatolicki                   | Skopje               | egzarchat           | bizantyjska    | 1054         | 2001                    | Kiro Stojanow                   | 12 tys.    |
| Kościół katolicki obrządku bizantyjsko-albańskiego   | Wlora                | administratura      | bizantyjska    | 1054         | 1939                    | Giovanni Peragine               | 4 tys.     |
| Kościół katolicki obrządku bizantyjsko-rosyjskiego   | Nowosybirsk          | wikariat            | bizantyjska    | 1054         | 1917                    | Joseph Werth                    | –          |
| Kościół katolicki obrządku bizantyjsko-białoruskiego | Grodno               | administratura      | bizantyjska    | 1054         | 1596                    | Jan Sergiusz Gajek              | –          |
| Kościół katolicki obrządku bizantyjsko-słowiańskiego | Siedlce              | ordynariat          | bizantyjska    | 1054         | 1924                    | Kazimierz Gurda                 | 120        |

## Status prawny
Termin katolickie Kościoły wschodnie odnosi się do 23 z 24 autonomicznych, partykularnych Kościołów współzależnych od papieża. Kościoły te stosują się do różnych wschodniochrześcijańskich tradycji liturgicznych: aleksandryjskiej, antiocheńskiej, ormiańskiej, bizantyjskiej i chaldejskiej. Nawiązując do kanonów, każdy wschodni Kościół katolicki jest sui iuris lub autonomiczny, mający szacunek do innych Kościołów katolickich, wschodnich czy też łacińskich, chociaż wszystkie akceptują duchowny i prawny autorytet papieża. Tak więc, katolik maronicki jest zazwyczaj poddany tylko biskupowi maronickiemu, a nie np. ukraińskiemu czy też łacińskiemu biskupowi katolickiemu. Jednak, jeśli w danym kraju jest tak niewielu członków jakiegoś poszczególnego Kościoła, że władza tego Kościoła nie została ustanowiona, wówczas opiekę duchową sprawuje nad nimi biskup innego rytualnego kościoła. Dotyczy to także katolików łacińskich: w Erytrei, są oni powierzeni opiece biskupów Erytrejskiego Kościoła Katolickiego. Z teologicznego punktu widzenia, wszystkie poszczególne Kościoły są postrzegane jako „Kościoły siostrzane”. Dlatego Kościoły te posiadają jednakową godność i żaden z nich nie góruje nad innymi z racji obrządku. Cieszą się też tymi samymi prawami i poddane są tym samym obowiązkom, także gdy chodzi o głoszenie Ewangelii na całym świecie (por. Ew. św. Marka 16,15) pod kierownictwem biskupa rzymskiego.
Kościoły wschodniokatolickie pozostają w pełnej jedności z Kościołem rzymskokatolickim, uznając władzę i autorytet papieża, ale zachowując własne obrządki liturgiczne, prawa i tradycje, tradycyjne modlitwy i kładąc nacisk na własną teologię. Terminologia może się różnić: na przykład diecezja i eparchia, wikariusz generalny i protosyncellus, bierzmowanie i chryzmacja są odpowiednio zachodnimi i wschodnimi terminami dotyczącymi tych samych realiów. W związku z prastarą tradycją sakramenty chrztu i chryzmacji są powszechnie udzielane, jeden bezpośrednio po drugim. Ochrzczone i namaszczone chryzmem niemowlęta otrzymują Komunię Świętą.

## Wschodni i zachodni katolicyzm

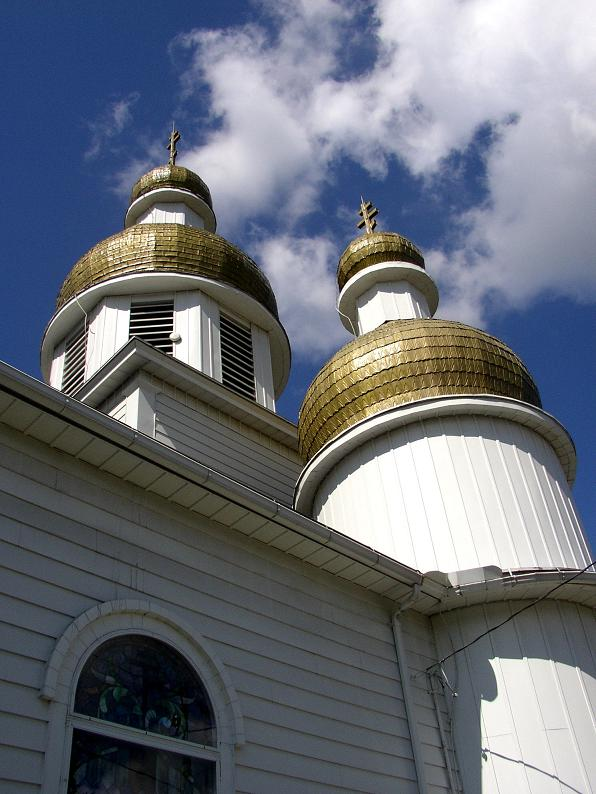
Kopuły Ukraińskiej Katolickiej parafii w Simpson, Stan Pensylwania

Większość wschodniokatolickich Kościołów powstała, kiedy grupa znajdująca się w obrębie starożytnego Kościoła chrześcijańskiego, będącego w niezgodzie z biskupstwem rzymskim, postanowiła przystąpić do pełnej jedności z tymże biskupstwem. Jednak Kościół maronicki twierdzi, iż nigdy nie był odseparowany od Rzymu i nigdy nie powstał odłam prawosławny tego Kościoła nie uznający władzy i autorytetu papieża. Ponadto niepoprawne jest określanie tego Kościoła mianem „unickiego”. Również Italo-albański Kościół katolicki nigdy nie zerwał jedności z Kościołem rzymskokatolickim, jednak, w przeciwieństwie do Kościoła maronickiego, techniki jakich używa do odprawiania obrzędu liturgicznego są takie same jak te, które stosują prawosławne Kościoły wschodnie. Kościół Syromalabarski znajdujący się w Kerali w Indiach, także twierdzi iż nigdy świadomie nie pozostawał poza jednością rzymskokatolicką. Pozostali katolicy z Kerali, którzy początkowo wywodzili się z tej samej tradycji wschodniosyryjskiej, przyjęli obrządek zachodniosyryjski i tworzą obecnie Kościół Syromalankarski.
Prawo kanoniczne, stanowiące wspólny element katolickich Kościołów wschodnich zostało skodyfikowane w 1990 roku w Kodeksie kanonów Kościołów wschodnich, podczas gdy zachodni Kościół jest uzależniony od Kodeksu prawa kanonicznego (druga edycja została opublikowana w 1983 roku). W skład Kurii Rzymskiej wchodzi dykasteria, która współpracuje z katolickimi Kościołami wschodnimi. Jest to Kongregacja ds. Kościołów Wschodnich, której prawnymi członkami są wszyscy wschodniokatoliccy patriarchowie i główni arcybiskupi.
Wszyscy katolicy podlegają biskupowi diecezji (odpowiedniemu lokalnemu Kościołowi) do których przynależą. Kanon 43 Kodeksu kanonów Kościołów wschodnich, jak i 331 z Kodeksu prawa kanonicznego zaznacza, iż katolicy podlegają również bezpośrednio papieżowi. Większość, ale nie wszyscy, katolicy wschodni podlegają także bezpośrednio patriarsze, głównemu arcybiskupowi lub metropolicie, którzy mają władzę nad wszystkimi biskupami i innymi wiernymi podlegającymi pod ich obrządek lub autonomiczny Kościół partykularny (kanony 56 i 151 Kodeksu kanonów Kościołów wschodnich).
Tytuły katolickich patriarchów i głównych arcybiskupów wywodzą się z biskupstw miast: Aleksandrii (Koptowie), Antiochii (Syryjczycy, Melchici, Maronici), Babilonu (Chaldejczycy), Cylicji (Ormianie), Kijowa – Halicza (Ukraińcy), Ernakulamu – Angamali (Syromalabarczycy), Thiruvananthapuram (Syromalankarczycy), i Fogaraszu-Alba Iulii (Rumuni).

## Tło historyczne

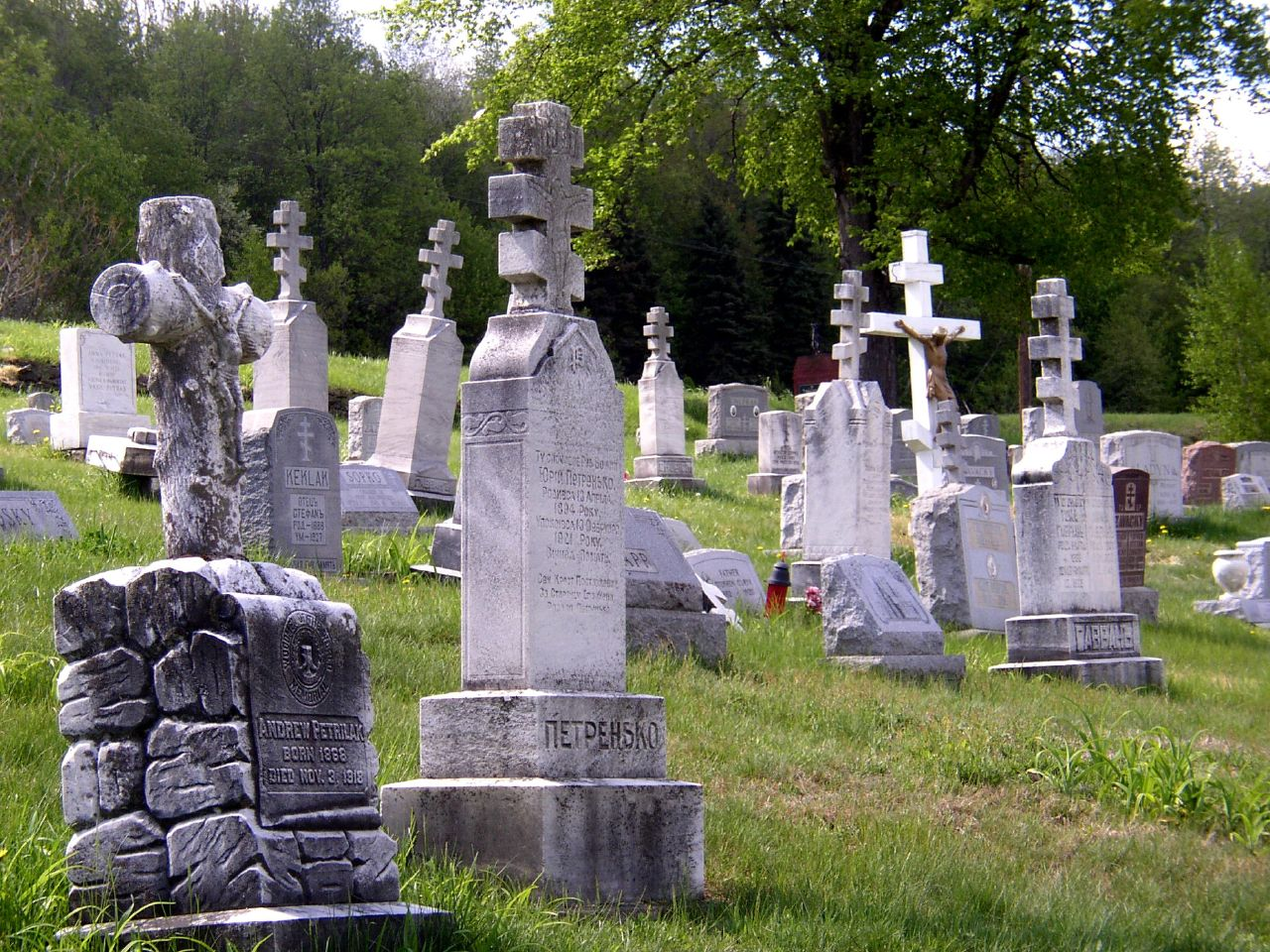
Wschodniokatolicki cmentarz w północno-zachodniej Pensylwanii. W XIX i XX wieku wielu wschodnich katolików osiedliło się na tych terenach.

Jedność między Kościołami chrześcijańskimi została zerwana na skutek kwestii dotyczącej wiary, wówczas każda strona oskarżała drugą o herezję lub odsunięcie się od prawdziwej wiary (ortodoksji). Rozłam jedności nastąpił również z powodu sporów nie związanych z wiarą, jak na przykład niezgodności w kwestii władzy lub też słuszności i praworządności elekcji konkretnego biskupa. W ostatnich dwóch przypadkach jedna strona oskarżała drugą o schizmę, a nie o herezję.
Główne przyczyny zerwania jedności z Kościołem rzymskokatolickim:
1. Kościoły, które przyjęły nauczania soboru efeskiego (który potępiał poglądy Nestoriańskie), określały tych, którzy odrzucili nauczania soboru mianem heretyków. Ci, którzy przyjęli ideę soboru efeskiego mieszkali w większości na terenie Imperium rzymskiego i zaliczali siebie do prawosławnych; innych uważali za nestoriańskich heretyków, którzy w większości żyli pod władzą Persów. W Chinach wciąż istnieją pomniki upamiętniające obecność nestorian w Azji i ich wielką ekspansję na tych terenach. Aktualnie jest ich niewielka ilość i zostały one podzielone na trzy Kościoły: chaldejski, pozostający w jedności z Rzymem, jest najliczniejszy, syryjski i Starożytny Kościół Wschodu.
2. Kościoły które zaakceptowały sobór chalcedoński sklasyfikowały tych, którzy odrzucili nauczania tego soboru, heretykami monofizyckimi. Kościoły, które odmówiły przyjęcia zasad soboru określały siebie mianem „prawosławnych”. Sześć współczesnych Kościołów, które kontynuują ich tradycję, odrzucają nazwę „monofizycki”, preferując określenie „miaphysite”. W języku angielskim są one często określane „dalekowschodnimi kościołami ortodoksyjnymi”, by odróżnić je od „wschodnich Kościołów ortodoksyjnych”. Ten podział – przez który słowa „dalekowschodni” i „wschodni”, mające dokładnie takie samo znaczenie, są używane do określenia dwóch różnych rzeczywistości – jest niemożliwy do zrealizowania w większości innych języków i nie jest powszechnie przyjęty nawet w języku angielskim. Inne nazwy tych Kościołów to „przedchalcedońskie”, lub rzadziej dziś stosowane – „bezchalcedońskie” czy „antychalcedońskie”. W językach innych niż angielski, te dwie rodziny Kościołów rozróżniane są w odmienny sposób. Niektóre języki zarezerwowały termin „prawosławne” lub „ortodoksyjne” dla Kościołów, które w angielskim nazywane są „ortodoksyjnymi wschodnimi”, jednak członkowie tych Kościołów są wówczas nazywani „dalekowschodnimi/wschodnimi prawosławnymi”. Kościoły uważają to za niesprawiedliwe.
3. Rozłam między Rzymem i Konstantynopolem powstał na skutek podziału władzy, a doprowadziły do niego nie kwestie doktryny, ale rywalizacja i różnice kulturowe (język grecki nie był już z trudnością rozpoznawany na zachodzie, a łaciński na wschodzie), jednak później rozpoczęto dyskusje nad kilkoma sprawami, takimi jak wprowadzanie na Zachodzie Filioque w nicejsko-konstantynopolitańskim wyznaniu wiary, używanie przekształconego lub nieprzekształconego chleba na Eucharystii, a także procedury dotyczącej małżeństwa. Każda strona uważała, że druga dłużej nie należy ani do prawosławnego ani do katolickiego Kościoła. Jednak na przestrzeni wieków przyjęto nazwę Kościół prawosławny w odniesieniu do strony Wschodniej, a Kościół katolicki do Zachodniej, w wyniku czego obie strony uznały swoją przynależność do Kościołów, których nazwy im przypadły. Kościoły, które wzięły stronę Konstantynopola są powszechnie znane jako Prawosławne Kościoły Wschodnie.

W każdym Kościele, w którym jedność z Kościołem w Rzymie została zerwana przez te trzy przyczyny, powstała grupa, każda w innym czasie, która uważała, iż odbudowanie tej jedności jest bardzo ważne. Biskupstwo rzymskie zaakceptowało je takimi jakimi były: nie było możliwości aby zażądać od nich przyjęcia zwyczajów Kościoła łacińskiego.
Podczas spotkania w Balamand w Libanie w czerwcu 1993 roku, Zjednoczona Międzynarodowa Komisja Wspólna ds. Dialogu Teologicznego między Kościołem Rzymskokatolickim a Kościołem Prawosławnym zdeklarowała, iż ta inicjatywa, która doprowadziła do zjednoczenia pewnych społeczeństw z biskupstwem rzymskim i w konsekwencji spowodowała rozłam tych społeczeństw z ich ojczystymi Kościołami wschodnimi miała miejsce nie bez wtrącenia pozakościelnych interesów (sekcja 8 dokumentu); a to co zwane było „uniatyzmem”, dłużej nie może być akceptowane jako metoda, którą powinniśmy podążać ani jako model jedności, jakiego nasze Kościoły poszukują (sekcja 12).
Biorąc pod uwagę katolickie Kościoły wschodnie, oczywiste jest, że jako część wspólnoty katolickiej, mają prawo istnieć i działać w odpowiedzi na duchowe potrzeby wiernych.
Orientalne/wschodnie Kościoły katolickie, które pragną przywrócić pełną wspólnotę ze Stolicą Apostolską i pozostać jej wiernym, mają prawa i obowiązki które są ściśle związane z tą wspólnotą.
Jak było wspomniane wcześniej, utożsamianie Kościoła maronickiego z Kościołem syromalabarskim jest spowodowane brakiem takiego podziału w prawosławiu.
Członkowie katolickich Kościołów wschodnich stanowią 2% członków Kościoła katolickiego i mniej niż 10% wszystkich chrześcijan wschodnich.
Rusiński Kościół katolicki jest skonstruowany w niekonwencjonalny sposób, funkcjonuje jako złożona metropolia, Bizantyjski Metropolitalny Kościół Katolicki w Pittsburghu, który jest nieoficjalnie określany jako Bizantyjski Kościół Katolicki w Ameryce. Kanoniczne prawo traktuje go jako autonomiczny („sui iuris”): Kościół metropolitalny, ze względu na okoliczności jego powstania w 1969 roku, kiedy to był prowincją kościelną.
W tamtych czasach, warunki na ziemi Rusińskiej, znanej jako Ruś Karpacka nie pozwalały na żadne inne rozwiązanie ponieważ Bizantyjski Kościół Katolicki był zwalczany siłą przez władze sowieckie. Kiedy rządy komunistyczne dobiegły końca, eparchia mukaczewska (ustanowiona w 1771) powstała ponownie. Skupia ona 320 000 wyznawców, dużo więcej niż metropolia w Pittsburghu. Ponadto, egzarchat apostolski ustanowiony w 1996 roku w Czechach przez katolików obrządku bizantyjskiego został uznany za część Rusińskiego Kościoła Katolickiego.
Apostolski egzarchat katolików obrządku bizantyjskiego przebywających na terytorium Czech jest wymieniony na liście Kościołów wschodnich. Wszystkie pozostałe Kościoły, których nazwy są zamieszczone we wcześniej wspomnianym spisie, są traktowane jako autonomiczne jednostki. Wydaje się to być jednak błędne od momentu, gdy Kościół katolicki zadecydował, że status autonomii Kościoła może być nadany wyłącznie przez Stolicę Apostolską (porównaj Kodeks Kanonów Kościołów Wschodnich, Kanon 27), który klasyfikuje ten Kościół jako jeden z elementów składowych Kościołów lokalnych podlegających autonomicznemu (sui iuris) Ukraińskiego Kościoła katolickiego.

## Katolicy pochodzenia gruzińskiego stosujący obrządek bizantyjski
Niektórzy traktują Kościół gruziński jako wywodzący się z bizantyjskiej tradycji liturgicznej, za datę zjednoczenia uznając rok 1861 lub 1917. Na dwóch połączonych ze sobą stronach internetowych możemy przeczytać błędną informację, iż w latach trzydziestych dwudziestego wieku Kościół ten otrzymał egzarchę (Shio Batamanshvili) i został uformowany jako egzarchat apostolski.
W książce „The Forgotten: Catholics of the Soviet Union Empire from Lenin through Stalin” (Christopher Zugger, Syracuse University Press 2001) możemy przeczytać, że „do roku 1936, gruziński Kościół prawosławny tworzyły dwie społeczności, obsługiwane przez biskupa i czterech księży, liczące łącznie 8.000 wiernych”. Shio Batmalashvili jest tam uznany za biskupa. (strona 224 i dalsze).
Źródła twierdzą więc, że gruziński Kościół prawosławny istniał, nawet jeśli tylko na szczeblu lokalnym. Jednakże moment ustanowienia nowej jurysdykcji powinien być opublikowany w Acta Apostolicae Sedis, a ponieważ w tym oficjalnym piśmie Watykanu nie było wzmianki o budowie jurysdykcji w gruzińskim Kościele prawosławnym, fakt ten pozostaje niepotwierdzony.
Do roku 1994 coroczna publikacja Almanachu Katolickiego posunęła się dalej umieszczając Kościół gruziński pośród Kościołów wywodzących się z bizantyjskiej tradycji liturgicznej lub niezależnych Kościołów partykularnych. Aż do wprowadzenia poprawki w roku 1995, wydawało się, że został popełniany błąd podobny do tego który został popełniony na nieoficjalnej stronie globalnej sieci katolickiej (EWTN), na której sklasyfikowano czeski Kościół jako należący do bizantyjskiego obrządku liturgicznego.
Ponieważ Annuario Pontificio z lat 30. XX wieku nie wspomina o Shio Batmalashvili, mógł on być jednym z księży sekretnie wyświęconych przez francuskiego jezuickiego biskupa Michela d’Herbigny (będącego szefem papieskiej komisji „Pro Russia” w latach 1925–1934) dla potrzeb Kościoła w Związku Radzieckim. Shio Batamanashvili nie był więc gruzińskim egzarchą, lecz apostolskim administratorem całej diecezji rzymskokatolickiej Tyraspolu, do której należeli gruzińscy katolicy, również ci stosujący się do bizantyjskiego obrządku (na podstawie Oriente Cattolico, 1974, strona 194).
Ze względu na fakt, iż władze rosyjskie doprowadziły do włączenia Cerkwi gruzińskiej w skład Rosyjskiego Kościoła Prawosławnego, Stolica Apostolska była pozbawiona możliwości i nawet nie myślała o ustanowieniu nowej diecezji ani egzarchatu na terenie Związku Radzieckiego.
Istniał też krótkotrwały ruch Kościoła bizantyjsko-katolickiego pośród estońskiej grupy etnicznej w Kościele prawosławnym podczas wojny domowej w Estonii w XX wieku, składający się z 2-3 parafii. Ta grupa została zlikwidowana przez reżim Związku Radzieckiego.

## Birytualizm
Klerycy i członkowie instytucji życia konsekrowanego są zobowiązani ściśle przestrzegać ich własnego obrządku, jednak czasami dostają zezwolenie na odprawienie liturgii w obrządku innym niż ich własny i są wtedy nazywani „birytualistami”. Przyczyną dla wydania takiego zezwolenia jest zwykle chęć służenia katolikom, którzy nie mają dostępu do księdza ich własnego obrządku. Księża Kościoła sylomarabarskiego pracujący jako misjonarze na terenie Indii, na którym nie było żadnych struktur ich własnego Kościoła, mogli używać obrządku rzymskiego. Podobnie księża łacińskiego obrządku (po należnym przygotowaniu) dostają zezwolenie na stosowanie obrządku wschodniego w celu służby członkom katolickiego Kościoła mieszkającym w kraju w którym nie ma żadnych księży ich własnego obrządku.
Papież, którego duszpasterskiemu przewodnictwu są powierzone obydwa Kościoły (Wschodni i Zachodni) może odprawiać liturgię zgodnie z dowolnym obrządkiem. Jednak ze względu na to, że jest on jednocześnie Biskupem Rzymu, zwykle używa obrządku rzymskiego.
Aby pielęgnować chrześcijańską miłość oraz manifestować jedność pomiędzy Kościołami, w szczególnych przypadkach i za zezwoleniem miejscowego biskupa, księża różnych obrządków mogą koncelebrować nabożeństwo, stosując się ściśle do obrządku głównego celebransa. W takiej sytuacji jest wskazane, aby każdy z nich zachował szaty liturgiczne charakterystyczne dla swojego rytuału. Pozwolenie na odstąpienie od przepisu kościelnego nie jest wtedy wymagane.
Birytualizm może dotyczyć nie tylko duchowieństwa, lecz także zakonników, umożliwiając im bycie członkami autonomicznego Kościoła innego niż ich własny.
Ludzie świeccy są zobowiązani do pielęgnowania i uznania ich własnego obrządku oraz przestrzegania go wszędzie, z wyjątkiem sytuacji w których mogłoby to być sprzeczne z prawem. Nie wyklucza to jednak okazjonalnego, lub nawet częstego, udziału w liturgii innego autonomicznego Kościoła, Zachodniego albo Wschodniego. Obowiązek uczestniczenia w liturgii Eucharystii (a dla członków niektórych Wschodnich Kościołów w tzw. Nieszporach) jest spełniony nawet jeśli jest ona obchodzona w innym obrządku katolickim.

## Celibat duchowieństwa
Chrześcijańskie Kościoły Wschodnie oraz Zachodnie mają różne tradycje związane z celibatem kapłańskim. Te różnice i wynikające z nich kontrowersje odegrały ważną rolę w niektórych krajach wschodnich.
W większości Kościołów wschodnich istnieje różnica pomiędzy duchowieństwem „zakonnym” i „nie zakonnym”. Ci pierwsi niekoniecznie są mnichami żyjącymi w klasztorach, lecz spędzają większość czasu w ten sposób. Składają też oni śluby czystości.
Biskupi są zwykle wybierani z duchowieństwa zakonnego. W większości Kościołów wschodnich duży procent księży i diakonów żyje w celibacie, jednak część duchowieństwa (zazwyczaj księża parafialni) może być żonata. Jeśli przyszły ksiądz lub diakon zamierza się ożenić, musi to nastąpić przed święceniami kapłańskimi. W niektórych krajach małżeństwa są wciąż aranżowane, jednak zmiany kulturowe czasem utrudniają seminarzystom znalezienie kobiety, która byłaby gotowa na zawarcie związku małżeńskiego z księdzem.
W krajach gdzie tradycje wschodnie dominują pośród chrześcijan, żonaci duchowni wywołali niewiele kontrowersji jednak przeciwstawili się temu katolicy którzy wyemigrowali ze Wschodu do innych państw. Odpowiedzią na prośby łacińskich biskupów pochodzących z tych krajów, był w liście do arcybiskupa Paryża (z dn. 2 maja 1890), w którym Kongregacja ds. Propagacji Wiary wytyczyła szereg zmian, wprowadzonych z życie w Stanach Zjednoczonych dnia 1 maja 1897. Była tam mowa o tym, iż tylko żyjący w celibacie lub owdowiali księża będą akceptowani w USA. Reguła została potwierdzona, ze specjalnym odniesieniem do grekokatolików, 1 marca 1929 poprzez dekret "Cum data fuerit", który został odnowiony w roku 1939. Wielu grekokatolików w USA nie było z tego faktu zadowolonych co doprowadziło do powstania Amerykańskiej Diecezji Prawosławnej Rusinów Podkarpackich.
Niektóre katolickie Kościoły wschodnie zdecydowały się przejąć obowiązkowy celibat, tak jak to zrobił Kościół rzymskokatolicki. Należą do nich między innymi Kościoły syryjski, syromalankarski oraz etiopski.